# Abduhakim Hojiboyev
Abduhakim Moʻminovich Hojiboyev (kyrillisch Абдуҳаким Мўминович Ҳожибоев, russisch Абдухаким Муминович Хаджибаев Abduchakim Muminowitsch Chadschibajew; * 2. November 1951 im Zangiota tumani, Provinz Taschkent, Usbekische SSR, UdSSR) ist ein usbekischer Arzt, Wissenschaftler und Politiker. Seit dem 3. November 2020 ist er Gesundheitsminister von Usbekistan.

## Biographie
Hojiboyev absolvierte 1974 das Staatliche Medizinische Institut von Taschkent. Von 1974 bis 1975 war er Praktikant am Republican Clinical Hospital No. 1. Von 1975 bis 1990 arbeitete er in der Filiale Taschkent des All-Union Scientific Research Institute of Clinical and Experimental Surgery als Chirurg, Junior Researcher, Senior Forscher, führender Forscher. 1981 verteidigte er seine Doktorarbeit und wurde 1990 zum Doktor der medizinischen Wissenschaften promoviert, nachdem er seine Dissertation zum Thema „Moderne Ansätze zur Diagnose und Wahl von Taktiken zur chirurgischen Behandlung von Blasenverletzungen“ verteidigt hatte und Harnröhre".
In den Jahren 1990–1999 arbeitete er zunächst als leitender Forscher, dann als Leiter der Abteilung des nach dem Akademiemitglied V. Vakhidov benannten Wissenschaftlichen Zentrums für Chirurgie (heute Republikanisches Fachwissenschaftliches und Praktisches Medizinisches Zentrum für Chirurgie, benannt nach V. Vakhidov).
1999 wechselte er als stellvertretender Generaldirektor für Forschung und Personalausbildung an das Republikanische Wissenschaftliche Zentrum für medizinische Notfallhilfe (RSCEMP). Im Jahr 2000 wurde er Leiter des RSCEMS und bekleidete dieses Amt bis 2003.
Von 2003 bis 2007 war er der erste stellvertretende Gesundheitsminister Usbekistans. Von 2007 bis 2016 war er Generaldirektor des Republican Scientific Center for Emergency Medical Aid. Von 2016 bis 2017 war er erster stellvertretender Gesundheitsminister Usbekistans, von 2017 bis 2020 stellvertretender Gesundheitsminister und von Juli bis November 2020 erneut erster stellvertretender Gesundheitsminister.
Am 3. November 2020 unterzeichnete der Präsident Usbekistans Shavkat Mirziyoyev ein Dekret über die Ernennung von Hojiboyev zum Gesundheitsminister Usbekistans, der Alisher Shadmanov in diesem Amt ersetzt.

## Wissenschaftliche Tätigkeit
Abduhakim Hojiboyev veröffentlichte 5 Monographien, 21 Richtlinien, 670 wissenschaftliche Artikel, 16 Erfindungen und machte auch eine Entdeckung. Er führte neue Methoden der chirurgischen Behandlung von Erkrankungen der Speiseröhre und des Magens ein.

## Veröffentlichungen (Auswahl)
- Klinische Morphologie der Ulkuskrankheit.

## Auszeichnungen
- Geehrter Gesundheitsarbeiter Usbekistans
- Орден «Эл-юрт хурмати»